# Дракула (испаноязычный фильм, 1931)
«Дракула» (англ. Dracula, 1931) — американский фильм ужасов режиссёра Джорджа Мелфорда. Фильм основан на романе «Дракула» Брэма Стокера и одноимённой пьесе Гамильтона Дина и Джона Л. Балдерстона. Фильм рассказывает о Ренфилде (Пабло Альварес Рубио), который отправляется в Трансильванию, чтобы навестить графа Дракулу. Граф подчиняет его своей воле и делает своим приспешником. Они отправляются в Англию, где Дракула начинает соблазнять Люси Вестенра (Кармен Герреро), которая становится его первой жертвой. Это приводит к расследованию профессора Ван Хельсинга (Эдуардо Арозамена), который подтверждает, что граф Дракула — вампир.
Фильм был снят в рамках попыток голливудских студий снимать кино для иностранной аудитории. К 1930 году компания Universal сосредоточилась в основном на разработке испаноязычных фильмов для зарубежного рынка. Съёмки фильма начались 10 октября 1930 года в тех же декорациях, где снимался «Дракула» Тода Браунинга. Режиссёр Мелфорд просматривал отснятый за день материал и старался в точности его повторить в своём фильме.
Фильм был выпущен на Кубе в 1931 году и на долгое время был забыт, о нём лишь вскользь упоминали некоторые историки фильмов ужасов в 1960-х и 1970-х годах. Фильм получил большее внимание после показа в Музее современного искусства в 1978 году, в результате чего в 1992 году был выпущен на VHS. Критики часто сравнивают две версии «Дракулы», взвешивая плюсы и минусы обоих фильмов, а также большое внимание уделяя игре Карлоса Вильяриаса.

## Сюжет
Адвокат Ренфилд едет на дилижансе в Трансильванию. Местным жителям он рассказывает о том, что собирается в замок Дракулы. Его слова вызывают тревогу и беспокойство у людей. Они говорят ему, что граф Дракула — вампир, а когда адвокат им не верит, один из горожан требует, чтобы он носил крестик. Когда адвокат прибывает в замок, граф приветствует его. Выпив бокал вина, Ренфилд падает в обморок, но несмотря на то, что на нём крест, его кусают вампиры. Далее на борту корабля, возвращающегося в Англию, теперь уже порабощённый Ренфилд с маниакальным смехом наблюдает, как Дракула убивает одного за другим членов экипажа. Когда корабль достигает Англии, он оказывается единственным выжившим.
Дракула встречает доктора Сьюарда и его семью в опере. Люси совершенно очарована графом и в ту же ночь становится его жертвой. Вызывают профессора Ван Хельсинга, который сразу понимает, что девушка в большой опасности. Он также понимает, что пациент доктора Сьюарда Ренфилд каким-то образом связан с событиями. Но вскоре после знакомства с новым соседом Доктора, Дракулой, профессор догадывается, кто является вампиром, основываясь на том, что Дракула не отражается в зеркале. Возлюбленная Сьюарда Ева сразу же попадает под чары вампира. К своему ужасу, она чувствует себя всё более слабой и всё более дикой; в какой-то момент она нападает на своего жениха Джона. С помощью Сьюарда и Харкера Ван Хельсинг пытается заманить Дракулу в ловушку, но тот перехитрил их и сбежал с Евой, завладев разумом медсестры. Они следуют за Ренфилдом в аббатство Карфакс — действие заканчивается тем, что Дракула убивает своего раба, задушив его, а затем сбрасывает тело с высокой лестницы. Глубоко в катакомбах под Карфаксом они находят Дракулу спящим в гробу, а Еву — живой. Ван Хельсинг вбивает кол в сердце вампира, а когда Ева и Харкер уходят, Ван Хельсинг молится над телом Ренфилда.

## Команда
| - Карлос Вильяриас — Дракула - Лупита Товар — Ева - Бэрри Нортон — Джон Харкер - Пабло Алварес Рубио — Ренфилд - Эдуардо Аросамена — Ван Хелсинг - Хосе Сориано Виоска — Доктор Сьюард - Кармен Герерро — Люсия - Амелия Сенистерра — Марта - Мануэль Арбо — Мартин - Джеральдин Дворак — невеста Дракулы (в титрах не указана) - Джон Джордж — учёный (в титрах не указан) - Корнелия Тоу — невеста Дракулы (в титрах не указана) - Дороти Три — невеста Дракулы (в титрах не указана) - Режиссёр — Джордж Мелфорд - Продюсер — Карл Леммле мл. - Ассоциированный продюсер — Пол Кохнер - Оригинальный роман — Брэм Стокер - Пьеса — Джон Л. Болдерстон, Хэмилтон Дин, Гаррет Форт - Адаптация пьесы на испанский — Бальтасар Фернандес Куэ - Автор дополнительных диалогов — Дадли Мерфи - Оператор — Джордж Робинсон - Художник-постановщик — Чарльз Д. Холл - Монтажёр — Артур Таварес |

## Производство
В конце 1920-х годов голливудские студии зависели от успешного экспорта своих фильмов в другие страны. Если немые фильмы можно было легко продавать в другие страны, то звуковые — нет. К 1928 году предпочтительным подходом к иноязычному рынку стала разработка более чем одной версии фильма с использованием того же сценария, декораций и костюмов англоязычного оригинала, но с привлечением разных актёров, говорящих на разных языках, таких как французский, испанский или немецкий. В выпуске Hollywood Filmograph от 30 апреля было заявлено, что испаноязычные фильмы «все в ходу, и продюсеры тратят на них миллионы долларов». В феврале 1930 года Universal объявила, что Пол Конер будет курировать множество постановок на иностранных языках, в том числе несколько снятых на испанском. К сентябрю 1930 года компания Universal сосредоточилась в основном на создании испаноязычных версий фильмов для потенциального рынка.
Объявление об испаноязычной версии фильма «Дракула», было анонсировано 1 октября 1930 года, в нём говорилось, что режиссёром картины будет Джордж Мелфорд, а главные роли исполнят Лупита Товар и Карлос Вильяриас. Помимо того, что Мерфорд занимался режиссурой, он также часто выступал и в качестве актёра, а среди его режиссёрских работ до этого можно отметить фильм «Шейх» (1921) с Рудольфо Валентино в главной роли. После нескольких лет работы с Paramount он начал сотрудничать со студией Universal, снимая испаноязычные версии фильмов. В их число вошла испаноязычная версия фильма «Кошка ползёт» (1930). Хотя Карл Леммле-младший указан в качестве продюсера, непосредственным руководителем фильма был 27-летний Пол Кохнер. Адаптация сценария Б. Фернандеса Кью расширяет диалоги англоязычной версии, переставляет местами сцены и добавляет дополнительный материал о взбалмошном комичном стороже Ренфилда, Мартине.
10 октября Мелфорд приступил к съёмкам фильма, он снимал ночью, в то время как съёмочная группа Браунинга работала днём. В определённое время съёмочные группы снимали на одной площадке. В общей сложности съёмки длились 22 рабочих дня. Товар говорила, что на фильм старались потратить «как можно меньше денег. Использовались те же декорации и всё остальное. И они (испанские актёры) не требовали больших зарплат». Мелфорд не говорил по-испански, по этой причине на съёмочной площадке пользовался услугами переводчика. Мелфорд изучал отснятые Браунингом за день сцены, и уже на основе их снимал свой материал. По словам Дэвида Скала в его книге «Голливудская готика», Вильяриас был единственным членом испанского актёрского состава, которому разрешили посмотреть видеозаписи англоязычной версии, и ему рекомендовали брать пример с Лугоши.
Фильм отличается от «Дракулы» Тода Браунинга тем, что его продолжительность составляет 104 минуты — это почти на полчаса больше, чем в версии Браунинга. Костюмы в этом фильме также несколько отличаются, например, у актрисы Лупиты Товар ночная сорочка с более глубоким вырезом.

## Отличия фильма от версии «Дракулы» Браунинга
Испаноязычная версия более чем на полчаса длинее англоязычной версии снятой Тодом Браунингом. Различия в фильмах начинаются сразу с титров, в фильме Браунинга сказано, что картина основана на пьесе Гамильтона Дина и Джона Л. Балдерстона, а в титрах испанского фильма сказано «Адаптация произведения БРЭМА СТОКЕРА». Если в фильме Браунинга титры идут над стилизованным изображением летучей мыши, то в титрах фильма Мелфорда она начинаются на фоне мерцающей свечи, которая потом исчезает и экран становится тёмным. Когда Ренфилд едет в замок Дракулы, его карета проезжает придорожного костра, которого совсем нет в англоязычной версии. А когда карета Дракулы встречает Ренфилда, её дверь открывается сама собой, петли скрипят, что приводит Ренфилда в замешательство. Этот эпизод, хотя и был включён в сценарий, в англоязычном фильме отсутствует. В испаноязычной версии показывается как Дракула поднимается из гроба, эти сцены сопровозжаются музыкой, гроб открывается бесшумно и из него поднимается облако пара, которое потом исчезает, в англоязычной версии когда Дракула должен встать из гроба камера отворачивается в сторону и потом уже показывает вампира стоящего рядом с гробом, а открывающаяся крышка сопровоздается звуком скрипа и пар отсутствует.

## Релиз
Премьера «Дракулы» состоялась в Гаване, Куба, 11 марта 1931 года, в Нью-Йорке — 24 апреля 1931 года, а в Лос-Анджелесе — 8 мая 1931 года. Дистрибуцией фильма занималась компания Universal Pictures. На показе в Лос-Анджелесе в Калифорнийском театре, кинотеатр сообщил, что кассовые сборы фильма составили $5 600, что меньше, чем у фильма предыдущей недели, «Счастливые люди» компании Paramount, который собрал $6 600. К октябрю 1930 года газета The Hollywood Reporter писала, что версии фильмов на иностранных языках потерпели финансовые неудачи во всех странах, что привело к тому, что студии стали дублировать картины, чтобы выйти на неанглоязычные рынки. «Дракула» Мелфорда был одним из последних фильмов, которые снимались сразу на разных языках. Историк кино Гари Родс назвал этот фильм «в значительной степени забытым», лишь несколько историков фильмов ужасов упоминали о нём в 1960-х и 1970-х годах. Новый интерес к фильму начался после его показа, спонсированного Музеем современного искусства в Нью-Йорке, в августе 1977 года. Показанный фильм был неполным, но он вызвал интерес, так как это был практически не известный фильм ужасов Universal.
В октябре 1992 года компания Universal выпустила отреставрированную версию фильма на VHS. Первые видеокассеты с фильмом были проданы сверх ожиданий Universal. Фильм был выпущен на DVD в 1999 году и снова в 2004 году в составе коллекционного издания Legacy Edition. В 2012 году Universal провела масштабную реставрацию «Дракулы» Браунинга и Мелфорда для выпуска в формате Blu-ray. В 2015 году Библиотека Конгресса США выбрала фильм для сохранения в Национальном реестре фильмов, признав его «культурно, исторически или эстетически значимым». В России фильм официально не издавался.

## Критика
Среди современных рецензий, анонимный рецензент в газете Los Angeles Times отметил, что фильм «изобилует теми же острыми ощущениями, которые были характерны для оригинальной сценической постановки», и что граф Дракула был «превосходно изображён Карлосом Вильяриасом». В рецензии отмечается, что режиссура Джорджа Мелфорда была «необычайно хороша, за исключением некоторых частей, которые имеют тенденцию быть слегка эпизодическими по форме. Это компенсируется великолепными диалогами Б. Фернандеса Куэ, на счету которого не мало отличных адаптаций».
Первый серьёзный анализ «Дракулы» был проведён Уильямом К. Эверсоном в его книге «Ещё классика из фильмов ужасов» (англ. More Classics of the Horror Film) (1986). Эверсон заявил, что в фильме лучше, чем в версии Браунинга, использованы такие декорации, как покои Дракулы, и разные эпизоды в фильме, такие как туман, появляющийся из гроба Дракулы, и сцены, включающие путешествие Дракулы в Англию. Эверсон также отметил «удивительную эротичность» ведущей актрисы Лупиты Товар. В книгу Дэвида Дж. Скала «Голливудская готика» (англ. Hollywood Gothic) (1990), вошли кадры, взятые из копии фильма, хранящейся в архиве Синематеки Кубы, включая кадры, отсутствующие в копии Библиотеки Конгресса, которая была показана в 1977 году. Скал пришёл к выводу, что фильм превосходит фильм Браунинга. Variety рецензировав версию фильма выпущенную на VHS, отметил, что фильм Мелфорда был «гораздо менее амбициозным», в нём было меньше сцен снятых движущейся камерой. В рецензии также отмечается, что фильм Мелфорда кажется более сценическим, а его более длительная продолжительность привела к большему количеству «задумчивых пауз и медлительных диалогов». Том Уивер в рецензии на фильм в журнале Fangoria предостерёг зрителей от утверждений о том, какой фильм лучше, задавшись вопросом: «Действительно ли этот фильм лучше, чем фильм с Лугоши, или он просто кажется лучше, пока не исчезнет эффект новизны»?
Авторы книги «Ужасы Universal: классические фильмы студии, 1931—1946» (англ. Universal Horrors: The Studio's Classic Films, 1931-1946) (2007) заявили, что «несмотря на находку копии режиссёрской версии Руперта Джулиана „Кошка ползёт“ (1930), испанская версия „Дракулы“ — последнее великое открытие ужасов Universal, которое мы, вероятно, увидим». Похвалив более быстрый темп некоторых сцен, авторы обнаружили, что некоторые сцены «нарушают ощущение декораций фильма». В рецензии также отмечалось, что игра Вильяриаса в роли Дракулы была «самым главным недостатком картины» и что его «исполнение подчёркивает, насколько это индивидуальная вещь; подобно Шерлоку Холмсу, все его сценические или кинопостановки рискуют потерпеть полный провал из-за центрального актёрского состава» и что «Лугоши мог убедить любого, что он король вампиров, просто приняв позу. При всей мимике и изгибах лица Вильяриаса, он выглядит как один из лакеев графа». Марк Деминг из AllMovie отметил, что «композиции и движения камеры Мелфорда придают его версии более плавное изящество и тонкое зловещее настроение, и, если темп его фильма немного медленнее, результат имеет эффективное жуткое воздействие, которого иногда не хватает фильму Браунинга». Деминг заметил, что «большинство актёров ничуть не хуже, если не лучше своих англоязычных коллег», особо отметив Кармен Герерро в роли Люсии (Люси) и Лупиту Товар в роли Евы (Мины), Эдуардо Аросамену в роли Ван Хельсинга и Пабло Алвареса Рубио в роли Ренфилда. Деминг также отметил, что «испаноязычный Дракула страдает только при сравнении игры Карлоса Вильяриаса с игрой Белы Лугоши; в то время как Вильяриас играет вполне прилично, что тогда, что сейчас, эта роль принадлежит Лугоши». Пол Ленти из Variety также похвалил женский состав, заметив, что Вильярису «не хватает очарования присущего Лугоши, его мелодраматические паузы почти комичны».